# Anja Haga
Anja Haga (Drachten, 25 december 1976) is een Nederlands politica en bestuurster. Ze is lid van de ChristenUnie. Sinds 18 november 2024 is ze waarnemend burgemeester van Dantumadeel. Daarvoor was ze van 5 september 2023 tot 16 juli 2024 Europees Parlementslid. Eerder was ze wethouder van Arnhem (2015–2017) en Statenlid van Friesland (2010–2015).

## Biografie
Haga studeerde Klinische Linguïstiek aan de Rijksuniversiteit Groningen en European Policies aan Vrije Universiteit Brussel (cum laude). Ze begon in 2009 als commissielid van Friesland. Van 2010 tot 2015 was ze er Statenlid. Vanaf 2011 was ze er fractievoorzitter van de ChristenUnie. Voor de Tweede Kamerverkiezingen van 2012 was zij verkiesbaar als achtste kandidaat en behaalde 2.262 stemmen, maar werd niet verkozen. Naast het Statenlidmaatschap was ze senior adviseur bestuurders voor gemeenteraadsleden en wethouder bij de landelijke Christenunie en projectleider WMO/Jeugdwet voor een instelling in de gehandicaptenzorg. In 2015 won zij twee prijzen: de prijs voor beste Statenlid, en de prijs voor Statenlid met de meeste kennis. Haga was hierna van 2015 tot 2017 wethouder van onder meer WMO, duurzaamheid en vluchtelingenbeleid in Arnhem.
Van 2017 tot 2023 was Haga werkzaam bij Staatsbosbeheer. Tijdens de Europese parlementsverkiezingen van 2019 was Haga de derde kandidaat op de gezamenlijke ChristenUnie-SGP-lijst, en behaalde zij 37.813 stemmen. Op 5 september 2023 werd Haga benoemd als lid van het Europees Parlement, als opvolger van Peter van Dalen, die was teruggetreden. Zij maakte deel uit van de fractie van de Europese Volkspartij. Ze was lid van de commissie visserij, van de subcommissie mensenrechten em van de delegatie voor de betrekkingen met de Zuid-Aziatische landen. Ze was plaatsvervangend lid van de commissie buitenlandse zaken en van de delegatie voor de betrekkingen met de Masjraklanden. Haga was de lijsttrekker voor de ChristenUnie bij de Europese parlementsverkiezingen in 2024, maar haar partij wist met 2,9% van de stemmen geen zetel te halen.
Op 18 november 2024 werd Haga waarnemend burgemeester van Dantumadeel. Ze volgde Klaas Agricola op; die was op 4 november van dat jaar was gestopt als burgemeester van Dantumadeel en waarnemend burgemeester geworden van De Friese Meren. Ze kreeg in Dantumadeel burgerparticipatie, communicatie, bestuurlijke aangelegenheden, regionale, nationale & internationale samenwerking, Algemene Plaatselijke Verordening (APV), openbare orde & veiligheid, toezicht & handhaving, FUMO, crisisopvang vluchtelingen, rampenbestrijding, representatie en kabinetszaken in haar portefeuille. Naast Dantumadeel werd ze strategisch adviseur Europese besluitvorming en gastvrouw en parkvrijwilliger bij de Bonifatiuskapel in Dokkum.
Haga is getrouwd. Ze is lid van de Protestantse Kerk in Nederland (PKN).
- Parlement.com: vm4debrg0ash